# Monte Martica (area protetta)
Monte Martica è un sito di interesse comunitario della provincia di Varese, istituito nel 1995 e quasi interamente compreso nel Parco regionale Campo dei Fiori. L'area è anche riconosciuta come zona speciale di conservazione all'interno della rete Natura 2000.
All'interno dell'area protetta si trova il Monte Martica, montagna di 1 032 m s.l.m. da cui prende il nome.

## Flora e fauna
Nel territorio del sito si trovano importanti querceti acidofili (Quercus pubescens) e praterie sommitali a Molinia caerulea su substrato acido, di grande particolarità e unicità.
Dal punto di vista della fauna, caratterizzano il sito alcune specie di interesse comunitario come il falco pecchiaiolo, il nibbio bruno (nidificanti) e il biancone (migratore).